# Jacqueline Pearce

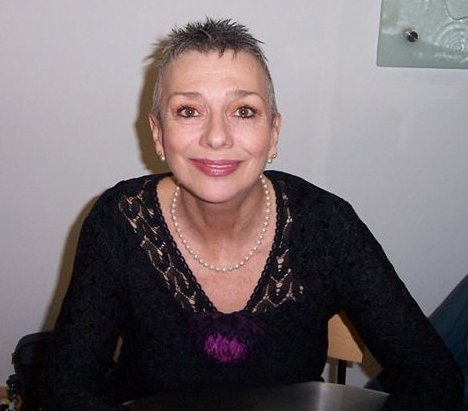
Jacqueline Pearce (2005)

Jacqueline Pearce (* 20. Dezember 1943 in Woking, Surrey, England; † 3. September 2018  in Lancashire, England) war eine britische Schauspielerin.

## Leben
Jacqueline Pearce studierte Schauspiel an der Royal Academy of Dramatic Art in London und am Actors Studio in New York. Ihre Schauspielkarriere begann sie 1964 mit Auftritten in den Fernsehserien Danger Man und ITV Play of the Week, bevor sie in den beiden Hammer-Filmen Das schwarze Reptil und Nächte des Grauens größere Rollen spielte. Ihre bekannteste Rolle war die der „Supreme Commander Servalan“ in der britischen Science-Fiction-Fernsehserie Blake’s 7, die sie von 1978 bis 1981 in 28 Folgen verkörperte. Anschließend wirkte sie in Filmen wie Ein erfolgreicher Mann, Prinzessin Caraboo und Die unerwarteten Talente der Mrs. Pollifax mit, bevor sie 2006 ihre Schauspielkarriere beendete. 2012 wurde bei ihr Brustkrebs diagnostiziert. Sie erlag am 3. September 2018 jedoch einer Lungenkrebserkrankung.

## Filmografie (Auswahl)
- 1964: Geheimauftrag für John Drake (Danger Man; Fernsehserie, 1 Folge)
- 1965: Dschingis Khan (Genghis Khan)
- 1966: Das schwarze Reptil (The Reptile)
- 1966: Nächte des Grauens (The Plague of the Zombies)
- 1966: Mit Schirm, Charme und Melone (The Avengers, Fernsehserie, 1 Folge)
- 1967: Ist ja irre – Nur nicht den Kopf verlieren (Don’t Lose Your Head)
- 1967–1968: Der Mann mit dem Koffer (Man in a Suitcase; Fernsehserie, 2 Folgen)
- 1968: Der Spinner (Don't Raise the Bridge, Lower the River)
- 1969: Callan (Fernsehserie, 1 Folge)
- 1975–1976: Couples (Fernsehserie, sieben Folgen)
- 1978–1981: Blake’s 7 (Fernsehserie, 28 Folgen)
- 1985: Doctor Who (Fernsehserie, drei Folgen)
- 1987: Die letzten Tage in Kenya (White Mischief)
- 1988: Minty und die Monduhr (Moondial, Fernsehserie, sechs Folgen)
- 1989: Ein erfolgreicher Mann (How to Get Ahead in Advertising)
- 1994: Prinzessin Caraboo (Princess Caraboo)
- 1999: Die unerwarteten Talente der Mrs. Pollifax (The Unexpected Mrs. Pollifax)
- 2006: Casualty (Fernsehserie, zwei Folgen)